# Tetraodontidae
Tetraodontidae este o familie de pești marini și estuarini din ordinul Tetraodontiformes.
Majoritatea speciilor de pește din această familie sunt toxice, unele aflându-se printre cele mai toxice vertebrate din lume. La anumite specii, organele interne, cum ar fi ficatul, și uneori pielea, conțin tetrodotoxină și sunt extrem de toxice pentru majoritatea animalelor atunci când sunt consumate; cu toate acestea, carnea unor specii este considerată o delicatesă în Japonia (河豚, fugu)), Coreea (복, bok, sau 복어, bogeo) și China (河豚, hétún) unde este pregătit de bucătari special instruiți, care știu ce parte este sigură de mâncat și în ce cantitate. Alte specii de tetraodontidae a căror carne nu este toxică, cum ar fi Sphoeroides maculatus, din Chesapeake Bay, sunt considerate o delicatesă în alte părți ale lumii. 
Specia Torquigener albomaculosus a fost descrisă de David Attenborough drept „cel mai mare artist al regnului animal” datorită obiceiului unic al masculilor de a peți femelele prin crearea de cuiburi în nisip compuse din modele geometrice complexe.

## Genuri și specii
Familia Tetraodontidae conține 193 de specii categorizate în 28 de genuri:
- Amblyrhynchotes Troschel, 1856
- Arothron Müller, 1841
- Auriglobus Kottelat, 1999
- Canthigaster Swainson, 1839
- Carinotetraodon Benl, 1957
- Chelonodon Müller, 1841
- Chonerhinos Bleeker, 1854
- Colomesus Gill, 1884
- Contusus Whitley, 1947
- Dichotomyctere Duméril, 1855
- Ephippion Bibron, 1855
- Feroxodon Su, Hardy et Tyler, 1986
- Guentheridia Gilbert et Starks, 1904
- Javichthys Hardy, 1985
- Leiodon Swainson, 1839
- Lagocephalus Swainson, 1839
- Marilyna Hardy, 1982
- Omegophora Whitley, 1934
- Pelagocephalus Tyler & Paxton, 1979
- Polyspina Hardy, 1983
- Pao Kottelat, 2013
- Reicheltia Hardy, 1982
- Sphoeroides Anonymous, 1798
- Takifugu Abe, 1949
- Tetractenos Hardy, 1983
- Tetraodon Linnaeus, 1758
- Torquigener Whitley, 1930
- Tylerius Hardy, 1984